# Четверть-Виска
Четверть-Виска — река в России, протекает в Мосеевском сельском поселении Мезенского района Архангельской области. Длина реки составляет 10 км.
Начинается в болоте к югу от озера Лещево, течёт в южном направлении по заболоченному берёзово-еловому лесу. Далее протекает через болото Горевое. Устье реки находится в 12 км по левому берегу реки Выжлец на высоте 46,2 метра над уровнем моря.

## Данные водного реестра
По данным государственного водного реестра России относится к Двинско-Печорскому бассейновому округу, водохозяйственный участок реки — Мезень от водомерного поста деревни Малонисогорская и до устья. Речной бассейн реки — Мезень.
Код объекта в государственном водном реестре — 03030000212103000049880.

## Уточнения
1. 1 2  По данным ГВР Четверть-Виска впадает в Моисеевский Выжлец, а Выжлец является её притоком, впадающим справа на 12 км; по более новым данным участок водотока ниже этой точки является низовьями Выжлеца, а Четверть-Виска — его левым притоком, что уменьшает длину реки на 12 км относительно указанного в ГВР значения